# Cyphomyrmex wheeleri
Cyphomyrmex wheeleri é uma espécie de inseto do gênero Cyphomyrmex, pertencente à família Formicidae.

## Distribuição
São encontradas nos Estados Unidos.